# 1774 a tudományban
Az 1774. év a tudományban és a technikában.

## Csillagászat
- Johann Elert Bode felfedezi a Messier 81-et.

## Díjak
- Copley-érem: nem került kiosztásra

## Születések
- április 21. - Jean-Baptiste Biot csillagász, fizikus, matematikus (* 1862)
- április 28. - Francis Baily csillagász († 1844)
- május 7. - Francis Beaufort hidrográfus († 1856)
- augusztus 18. - Meriwether Lewis felfedező († 1809)
- november - Charles Bell anatómus († 1842)

## Halálozások
- február 4. - Charles Marie de La Condamine geográfus (* 1701)